# Рівні можливості

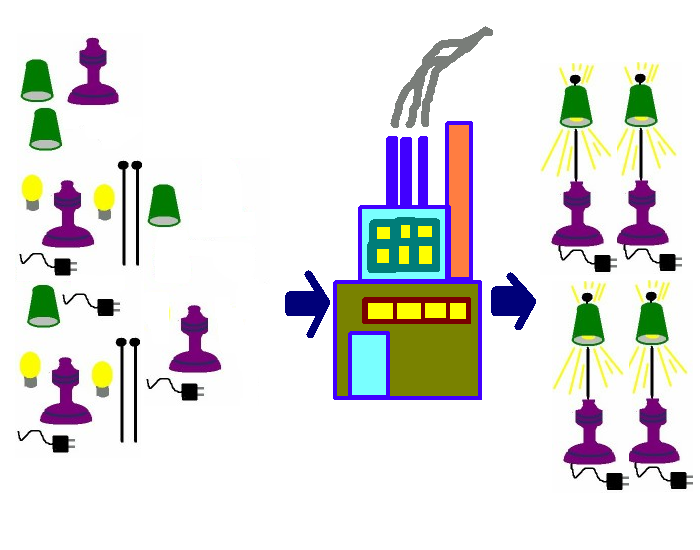
У заводських умовах рівність можливостей часто розглядається як процедурна справедливість у формі «якщо ви зберете вдвічі більше ламп, вам заплатять вдвіче більше», і в цьому сенсі концепція відрізняється від концепції рівності результат, який може вимагати, щоб усі працівники отримували однакову оплату праці незалежно від того, скільки ламп вони виготовили

Рівні можливості — це стан справедливості, при якому до людей ставляться подібно, без перешкод через штучні бар'єри, упередження чи переваги, за винятком випадків, коли окремі відмінності можуть бути чітко виправдані. Суть полягає в тому, що важливу роботу в організації повинні доручати людям, які мають найвищу кваліфікацію, особам, які найімовірніше виконують завдання — а не особам з причин довільних або несуттєвих, як-от обставини народження, виховання, непотизм, релігія, стать, етнічна приналежність, раса, каста або мимовільні особисті атрибути, такі як інвалідність, вік чи сексуальна орієнтація.
Шанси на просування повинні бути відкритими для всіх зацікавлених, щоб вони мали «рівні шанси конкурувати в рамках цілей та структури встановлених правил». Ідея полягає у тому, щоб усунути свавілля з процесу відбору та базувати його на певній «заздалегідь узгодженій основі справедливості, при цьому процес оцінки пов'язаний із типом посади» та підкресленням процесуальних та юридичних засобів. Особи повинні досягти успіху або зазнавати невдачі на основі власних зусиль, а не сторонніх обставин, таких як наявність батьків «зі зв'зками». Він протиставляється кумівству і відіграє певну роль у визначенні законної соціальної структури. Концепція застосовується у сферах суспільного життя, в яких заробляються та отримуються виплати, такі як працевлаштування та освіта, хоча вона може стосуватися і багатьох інших сфер. Рівні можливості є центральними для концепції меритократії.

## Політичні інтерпретації
Люди з різними політичними поглядами часто сприймають цю концепцію по-різному. Значення рівних можливостей обговорюється у таких галузях, як політична філософія, соціологія та психологія. Вона застосовується до дедалі ширших областей, окрім зайнятості, включаючи кредитування, житло, вступ до навчальних закладів, права голосу та інші. У класичному розумінні рівність можливостей тісно узгоджується з концепцією рівності перед законом та ідеями меритократії.

## Теорія

### Контур концепції

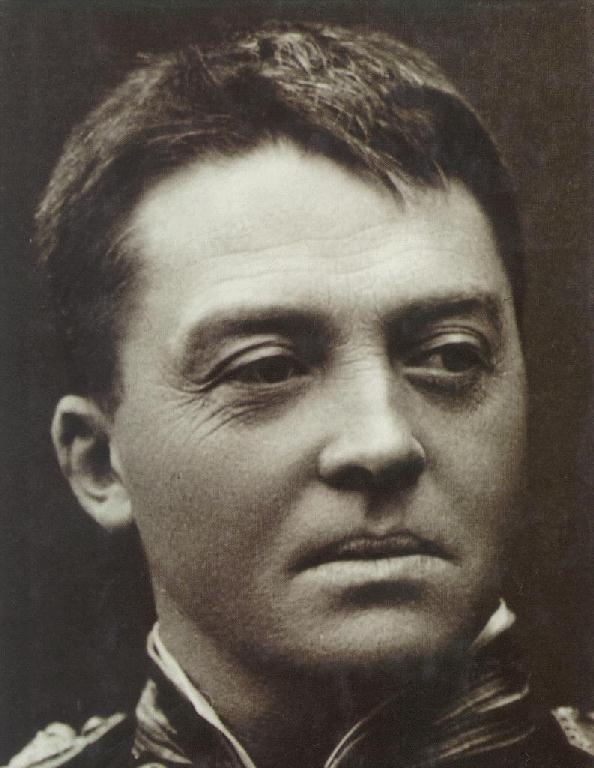
Рівні можливості для всіх: «Ми боремося з Богом, коли наша соціальна система прирікає блискучу розумну дитину бідної людини на такий же рівень, як і його батько», адмірал «Джекі» Фішер, « Records» (1919)

Відповідно до Стенфордської енциклопедії філософії, концепція передбачає, що суспільство стратифіковане з різноманітним колом ролей, деякі з яких є більш бажаними, ніж інші. Перевага рівності можливостей полягає у забезпеченні справедливості у процесі відбору бажаних ролей у корпораціях, асоціаціях, некомерційних організаціях, університетах та інших місцях. Відповідно до однієї точки зору, не існує «формального зв'язку» між рівністю можливостей та політичною структурою в тому сенсі, що рівність можливостей може існувати в демократіях, автократіях та в комуністичних націях хоча це пов'язано в першу чергу з конкурентоспроможністю ринкової економіки і вбудовано в правові рамки демократичних суспільств. Люди з різними політичними перспективами по-різному бачать рівність можливостей: ліберали не погоджуються щодо того, які умови необхідні для її забезпечення, і багато консерваторів «старого стилю» вважають нерівність та ієрархію загалом корисною з поваги до традиції. Концепція може застосовуватися до конкретного рішення про найм, або до всіх рішень про найм конкретної компанії, або правил, що регулюють рішення про найм для цілої нації. Сфера рівних можливостей розширилась і охопила більше, ніж питання, що стосуються прав груп меншин і охоплює практики щодо «найму, навчання, звільнення, відкликання, підвищення по службі, відповідальності, заробітної плати, лікарняних, відпусток, понаднормових робіт, страхування, виходу на пенсію, пенсії та різних інших пільг».
Концепція була застосована до багатьох аспектів суспільного життя, включаючи доступ до виборчих дільниць, догляд за хворими на ВІЛ, чи мають чоловіки та жінки рівні можливості для подорожі на космічному кораблі, колір шкіри моделей, телевізійний час для політичних кандидатів, підвищення в армії, вступ до університетів та етнічна приналежність. Цей термін взаємопов'язаний і часто протиставляється іншим концепціям рівності. Рівні можливості підкреслюють особисті амбіції та талант та здібності особистості, а не її якості на основі членства в групі, такій як соціальний клас, раса чи сім'я. Крім того, вважається несправедливим, якщо зовнішні фактори, які розглядаються як такі, що не піддаються контролю людини, суттєво впливають на те, що відбувається з нею. У соціологічному аналізі рівні можливості розглядаються як фактор, що позитивно корелює із соціальною мобільністю, в тому сенсі, що це може принести користь суспільству в цілому, максимізуючи добробут.

### Типологія рівних можливостей
Існують різні концепції рівності можливостей.

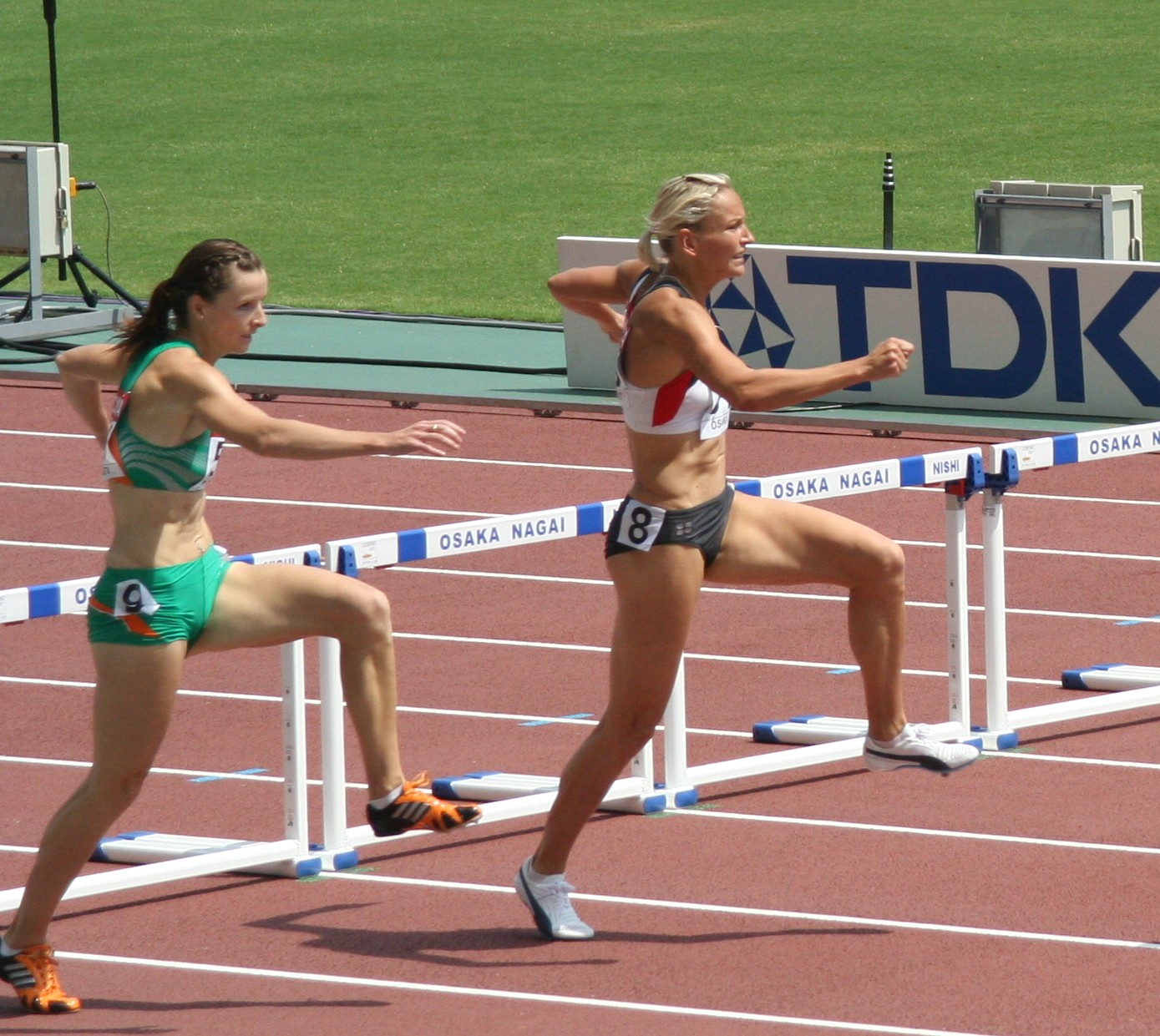
Формальна концепція зосереджена на процедурній справедливості під час змагань: чи є бар'єри однакової висоти?

Формальна рівність можливостей — це відсутність (несправедливої) прямої дискримінації. Він вимагає, щоб свідома дискримінація була відповідною та меритократичною. Наприклад, співбесіда на посаду повинна дискримінувати претендентів за некомпетентністю. Університети не повинні приймати менш дієздатного абітурієнта замість більш дієздатного абітурієнта, який не може оплатити навчання.
Істотна рівність можливостей є відсутність непрямої дискримінації. Це вимагає, щоб суспільство було справедливим і меритократичним. Наприклад, у людини не повинно бути більше шансів загинути на роботі, оскільки вона народилася в країні з корумпованимм правоохороннимм органами. Ніхто не повинен кидати школу, оскільки в їх родині потребен опікун.
Формальна рівність можливостей не означає істотної рівності можливостей. Звільнення будь-якої працівниці, яка завагітніла, формально рівне, але по суті це більше шкодить жінкам.
Істотну нерівність часто важче усунути. Політична партія, яка офіційно дозволяє будь-кому приєднатися, але збирається у будівлі, не доступній для інвалідних колясок, далеко від громадського транспорту, істотно дискримінує як молодих, так і старих членів, оскільки вони менш імовірно здатні бути власниками автомобілів. Однак, якщо партія підвищує членські внески, щоб забезпечити собі кращу будівлю, вона натомість знеохочує бідних членів. Робоче місце, на якому особам з особливими потребами та інвалідністю важко виконувати свої функції, можна розглядати як різновид істотної нерівності, хоча діяльність з реструктуризації роботи може бути здійснена для полегшення успіху людей з інвалідністю. Формальний прийом до університету формально справедливий, але якщо на практиці переважно обираються жінки та випускниці платних шкіл, це по суті несправедливо щодо чоловіків та бідних. Соціальна мобільність та крива Гетсбі часто використовуються як показник істотних рівних можливостей.

Обидві концепції рівності говорять, що це несправедливо і неефективно, якщо сторонні фактори керують життям людей. Обидві приймають як справедливу нерівність на основі відповідних меритократичних факторів. Вони відрізняються сферою застосування методів, що використовуються для їх просування.
 Якщо вища нерівність ускладнює мобільність поколінь, це, швидше за все, тому, що можливості для економічного прогресу більш нерівномірно розподіляються серед дітей.
Позитивні дії

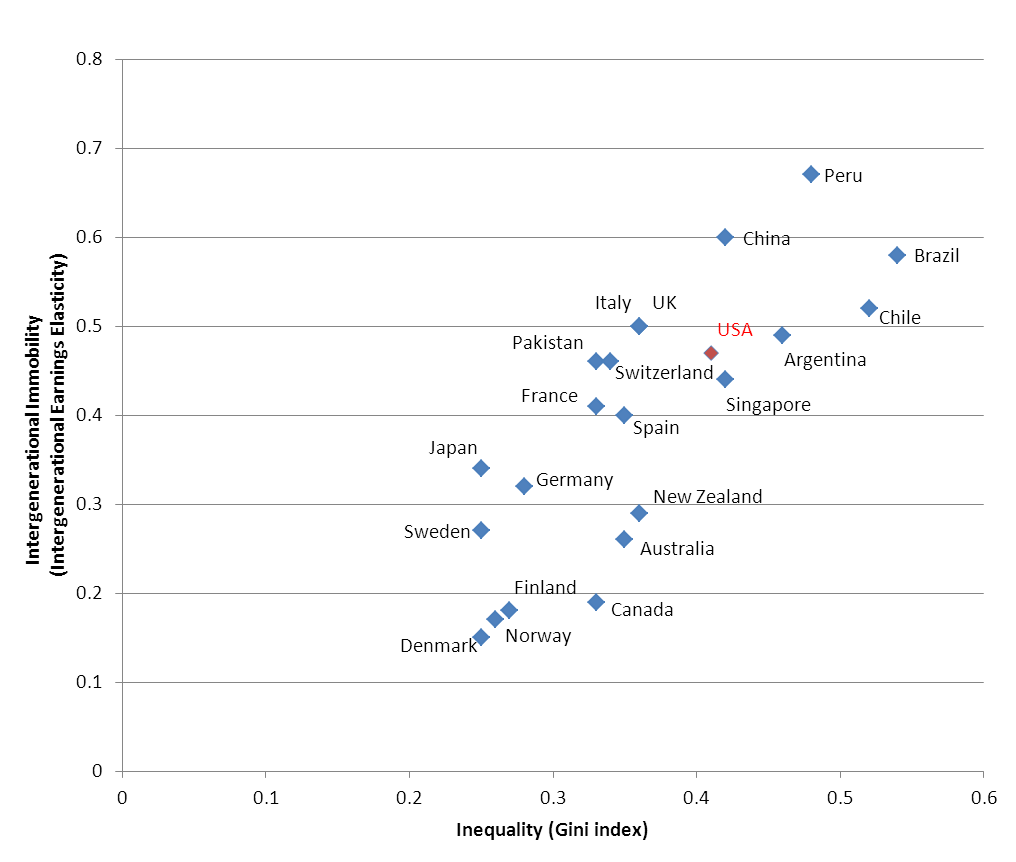
Крива Великого Гетсбі показує, що країни з більшою рівністю багатства також мають більшу соціальну мобільність, що вказує на те, що рівність багатства та рівність можливостей поєднуються: Якщо вища нерівність ускладнює мобільність поколінь, це, швидше за все, тому, що можливості для економічного прогресу більш нерівномірно розподіляються серед дітей.

Суттєву позицію відстоював Бхікху Перех у 2000 р. в «Переосмисленні мультикультуралізму», в якій він писав, що «всі громадяни повинні користуватися рівними можливостями для набуття здібностей та навичок, необхідних для функціонування в суспільстві та для досягнення власних обраних цілей однаково ефективно», і що «вирівнювальні заходи виправдані як справедливістю, так і соціальною інтеграцією та гармонією». Парех стверджував, що рівні можливості включають так звані культурні права, які «забезпечуються політикою визнання».
Позитивні дії зазвичай підпадають під основну категорію. Ідея полягає в тому, щоб допомогти знедоленим групам повернутися до звичного вихідного положення після тривалого періоду дискримінації. Програми передбачають дії уряду, іноді ресурси передаються від групи, що перебуває у вигідному стані, до групи, що знаходиться в неблагополучному стані, ці програми були обґрунтовані на тій підставі, що введення квот врівноважує минулу дискримінацію, а також є «переконливим інтересом держави» у різноманітті в суспільстві. До прикладу, деякі студенти середніх класів, які проходили тест на схоластичну придатність у США, показали кращі результати, оскільки вони мали більше «економічних та освітніх ресурсів для підготовки до цього тесту, ніж інші». Сам тест у формальному розумінні розглядався як чесний, але загальний результат розглядався як несправедливий. В Індійському технологічному інституті виявили, що для досягнення істотної рівності можливостей має бути зарезервано 22,5 відсотків місць для абітурієнтів з «каст та племен в історично неблагополучному режимі». Елітні університети Франції розпочали спеціальну «вступну програму» для допомоги абітурієнтам зі «збіднілих передмість».

## Історія

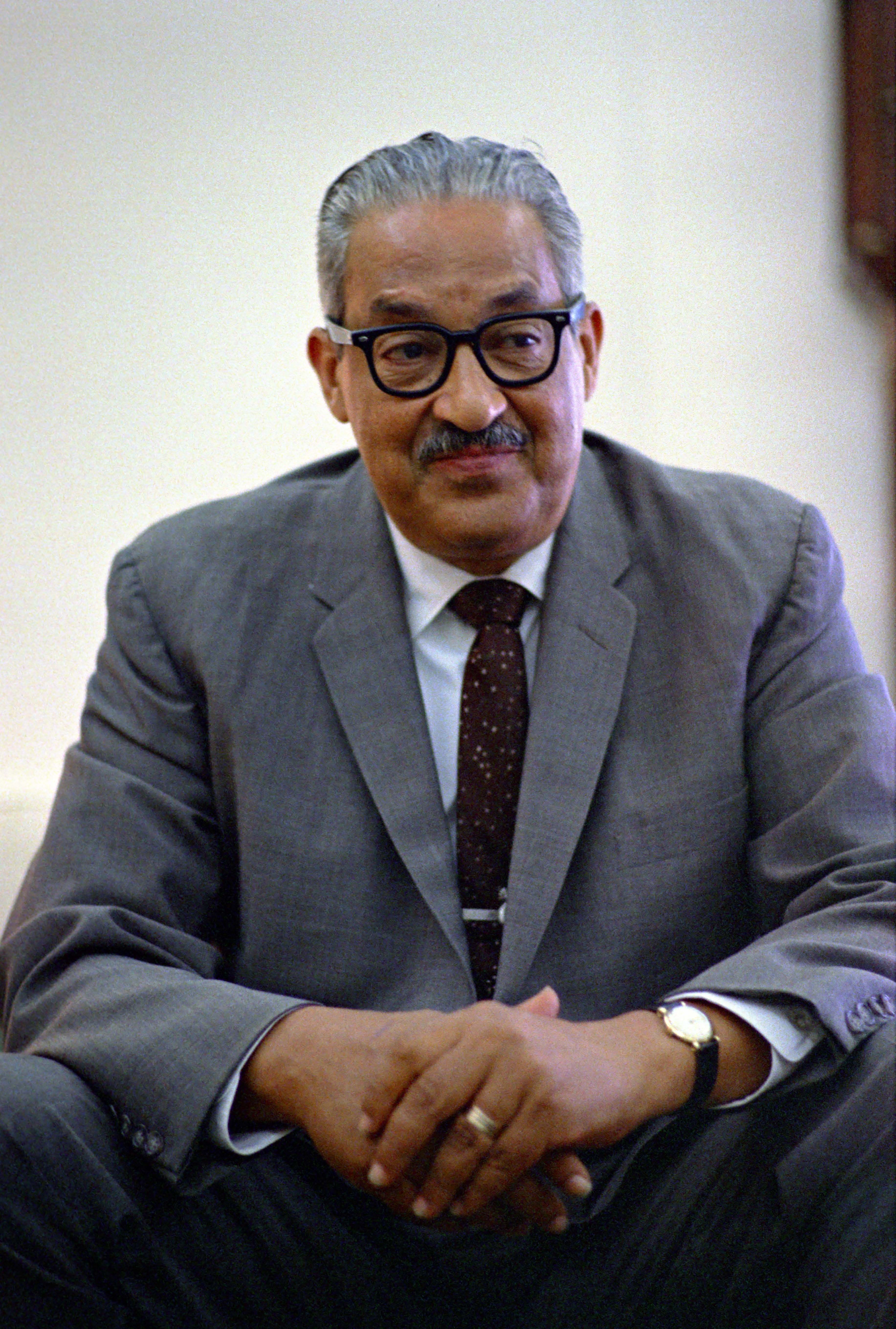
Афроамериканський адвокат з питань цивільних прав Тургуд Маршалл вів численні битви в судах за рівні можливості для всіх рас в США

За словами професора Девіда Крістіана з Університету Маккуорі, основна тенденція Великої історії полягала у переході від сприйняття людей як ресурсів, які слід використовувати, до перспективи сприйняття людей як особистостей. За словами Крістіана, у багатьох давніх аграрних цивілізаціях приблизно дев'ять з кожних десяти людей були селянами, експлуатованими правлячим класом. За останні тисячу років спостерігався поступовий рух у напрямку більшої поваги до рівних можливостей, оскільки політичні структури, засновані на ієрархіях поколінь і феодалізмі, руйнувались у пізньому середньовіччі, а нові структури виникали в епоху Відродження. На зміну монархіям прийшли демократії: королів замінили парламенти та конгреси. Рабство було взагалі скасовано. Нове утворення національної держави виникло з вузькоспеціалізованими частинами, включаючи корпорації, закони та нові ідеї про громадянство, а також цінності щодо особистих прав, що знайшли своє вираження в конституціях, законах та статутах.
У США юридичний аналітик припустив, що справжнім початком сучасного почуття рівних можливостей є Чотирнадцята поправка, яка передбачає «рівний захист згідно із законом». Поправка прямо не згадала про рівні можливості, але вона допомогла прийняти низку пізніших рішень, які стосувались правової боротьби, зокрема, афроамериканців та пізніше жінок, які прагнули до більшої політичної та економічної могутності у зростаючій республіці. У 1933 році конгрес «Законом про допомогу безробітним» заборонив дискримінацію «за ознакою раси, кольору шкіри чи віросповідання».
У 1961 р. Президент Джон Кеннеді підписав розпорядження 10925, яке дало можливість створити президентський комітет з рівних можливостей, Закон про громадянські права 1964 р. став правовою основою рівних можливостей у працевлаштуванні. Підприємства та інші організації навчились виконувати ці рішення, визначаючи чесні практики найму та просування та розміщуючи ці повідомлення про політику на дошках оголошень, довідниках та посібниках для працівників, а також на навчальних сесіях та фільмах. Суди розглядали питання щодо рівних можливостей, наприклад рішенням в справі Wards Cove 1989 року, Верховний суд постановив, що статистичні дані самі по собі недостатні для доказу расової дискримінації. Була створена Комісія з рівних можливостей для працевлаштування, яка іноді переглядала звинувачення у справах про дискримінацію, яких щороку протягом 90-х років налічували десятки тисяч. Конфлікт між формальним та предметним підходами проявився у зворотних реакціях, які іноді описуються як зворотна дискримінація, наприклад, справа Бакке (Bakke case), коли заявник, білий чоловік, подав позов до медичної школи на підставі відмови у вступі через систему квотування, яка надає перевагу заявникам меншин. У 1990 році Закон про американців з інвалідністю заборонив дискримінацію людей з інвалідністю, включаючи випадки рівних можливостей. У 2008 році Закон про недискримінацію генетичної інформації забороняє роботодавцям використовувати генетичну інформацію під час найму, звільнення або просування працівників.

## Критика
Існує думка, що концепція рівних можливостей не має чіткого визначення. Хоча в загальному описується «відкрита і чесна конкуренція» з однаковими шансами на пошук робіт або посад, а також відсутністю дискримінації, ця концепція є невловимою з «широким спектром значень». Це важко виміряти, а впровадження створює проблеми. 

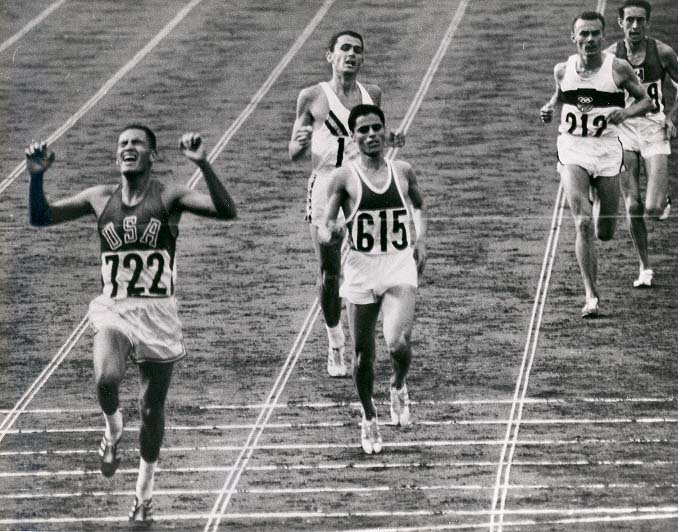
Теоретики рівних можливостей загалом сходяться на думці, що як тільки починається гонка, хто виграє — це функція таланту, наполегливої праці та змагального драйву (фото: бігун Біллі Міллс, що перетинає фінішну пряму на Олімпійських іграх 1964 року)

Були різні закиди, спрямовані як на предметний, так і на формальний підхід. Один з прикладів припускає, що лівоорієнтовані мислителі, які виступають за рівність результатів, помиляються навіть у формальній рівності можливостей на тій підставі, що вона «узаконює нерівність багатства та доходу». Джон В. Гарднер запропонував кілька поглядів: (1) що нерівності завжди існуватиме незалежно від спроб її стерти; (2) що підвести всіх «до стартової лінії», не маючи справу з «руйнівною конкурентоспроможністю, що слідує за цим»; (3) будь-яка досягнута рівність потягне за собою майбутні нерівності. Істотна рівність можливостей призвела до занепокоєння тим, що зусилля, спрямовані на покращення справедливості, «в кінцевому підсумку згортаються на різні рівні рівності результатів або умов».
Економіст Лоуренс Саммерс відстоював підхід, який зосереджується на рівності можливостей, а не на рівності результатів, і що шлях до зміцнення рівних можливостей полягає у зміцненні державної освіти. У контрастній доповіді The Economist критикується спроба протиставити рівність можливостей та рівність результатів як протилежні полюси в гіпотетичному етичному масштабі, такі, що рівність можливостей має бути «найвищим ідеалом», тоді як рівність результатів є «злом». У доповіді стверджувалося, що будь-яка різниця між двома типами рівності є ілюзорною і що обидва терміни є дуже взаємопов'язаними. Згідно з цим аргументом, заможніші люди мають більші можливості — саме багатство можна розглядати як «дистильовану можливість» — а діти заможніших батьків мають доступ до кращих шкіл, охорони здоров'я, харчування тощо. Відповідно, людям, які підтримують рівність можливостей, ідея цього може сподобатися в принципі, але в той же час вони не бажають робити крайніх кроків або «титанічних втручань», необхідних для досягнення реальної рівності між поколіннями. Дещо інша точка зору в The Guardian там припускають, що рівність можливостей була лише «модним словом», щоб обійти більш гостре політичне питання про нерівність доходів.
Економіст Пол Круґман розглядає рівність можливостей як «антиутопічний компроміс», який працює, і є «досить пристойним механізмом», який відрізняється від країни до країни. Однак існують різні погляди, наприклад, Метт Кавана, який критикував рівність можливостей у своїй книзі «Проти рівності можливостей» 2002 року. Кавана підтримав обмежений підхід протидії конкретним видам дискримінації як кроки, які допоможуть людям отримати більший контроль над своїм життям.
Деякі концепції рівності можливостей піддавались критиці на підставі того, що вони роблять припущення про те, що люди мають подібний генетичний склад. Інші критики припускають, що соціальна справедливість є більш складною, ніж просто рівність можливостей. Нозік зазначив, що те, що відбувається в суспільстві, не завжди можна звести до змагань за бажану посаду, і в 1974 році написав, що «життя — це не гонка, в якій ми всі змагаємось за приз, який хтось встановив».